# Ciudad de Móstoles FS
El Ciudad de Móstoles Fútbol Sala, es un equipo de fútbol sala español de la localidad de Móstoles, en la Comunidad de Madrid. Actualmente participa en la Segunda División B. El club posee un equipo filial que milita en Tercera División.

## Historia[1]
En 2009 el UD Boadilla Las Rozas se fusionó con el Sport Mirasierra y el FS Móstoles naciendo el Ciudad de Móstoles. El club nace con el objetivo de que la ciudad cuente nuevamente con un equipo en fútbol sala profesional, pero también para desarrollar la tradicional cantera de jugadores que ha tenido la localidad.
Luego de varias temporadas en Segunda División B, en la 2018-19 obtiene el título de liga y disputa play-off de ascenso frente a CCR Casteldefels. A pesar de ser derrotado, ante la renuncia del equipo catalán, el Ciudad de Móstoles consigue la plaza en Segunda División.

## Palmarés
- Segunda División B: 3 (2010-11), (2011-12), (2018-19)